# Altsasu (obra de teatre)
Altsasu és una obra de teatre de 2021 escrita i dirigida per María Goiricelaya. L'obra critica l'ús de la violència i denuncia la desproporció judicial en la detenció i empresonament de joves en relació al cas Altsasu.
Sorgit del projecte teatral Cicatrizar per tal de «no obrir ferides, sinó cicatritzar-les», les funcions de l'obra es van realitzar tant en llengua basca com castellana. Compta amb la interpretació de Nagore González, Egoitz Sánchez, Aitor Borobia i Ane Pikaza, que desenvolupen simultàniament els papers dels joves locals i dels agents de policia i, en conseqüència, de les dues parts en conflicte.

## Argument
El 15 d'octubre del 2016 per la matinada es va produir un aldarull al bar Koxka de la localitat navarresa d'Altsasu. A la baralla hi van estar implicats diversos veïns, dos agents de la Guàrdia Civil espanyola i les seves respectives parelles. L'enfrontament va resultar amb la detenció de dos veïns i un esquinç al turmell del tinent. A continuació, i en menys de 24 hores, el poble va centrar tota l'atenció mediàtica i el cas es va elevar a assumpte d'Estat. Mentrestant, els agents implicats es neguen a declarar davant la Policia foral i prefereixen fer-ho davant dels seus companys de la Guàrdia Civil espanyola.
A escala judicial, el cas va prendre un rumb inesperat quan el Col·lectiu de Víctimes del Terrorisme al País Basc (COVITE) va denunciar els fets davant de l'Audiència Nacional espanyola. Aquest fet va comportar la categorització de la brega com a terrorisme i l'inici d'una operació policial per a detenir a nou veïns, set dels quals van ingressar a presó. A la vista oral, iniciada el 16 d'abril de 2018, el ministeri fiscal va sol·licitar penes d'entre 12 i 62 anys de presó per a vuit d'ells. El judici va tenir una forta expectació arreu de l'estat, ja que el seu desenllaç podia constituir una nova retallada de llibertats així com una interpretació judicial encara més extensiva del delicte de terrorisme com a tipicitat.

## Estrena
Es va estrenar el 28 i 29 d'octubre de 2021 al Teatre Arriaga de Bilbao, en basc i castellà respectivament. Posteriorment, es van realitzar altres sessions com ara l'11 de novembre al Teatre Principal de Vitòria en basc, el 12 de novembre a Lasarte-Oria en castellà, el 13 de novembre a Durango en castellà, el 14 de novembre a Pasaia en basc, el 21 de novembre a Mutriku en castellà, el 26 de novembre a Elorrio en basc, el 27 i 28 de novembre al Gasteszena de Sant Sebastià en basc, i el 28 de desembre a Beasain en basc. En origen, es va preveure en origen que l'obra es representés en un total de 18 municipis d'Euskadi.
El 18 de gener de 2024 es va estrenar a Madrid, concretament al Teatre de l'Abadia, situat al barri de Chamberí. L'obra va anar precedida d'una concentració de rebuig convocada per l'extrema dreta de Vox, que va fracassar en el seu intent de boicotejar l'estrena. Així mateix, una segona convocatòria al carrer defensava la llibertat artística i d'expressió de l'obra amb una pancarta que duia per lema «No a la censura».
El 6 d'abril de 2024 es va estrenar als Països Catalans com a un dels plats forts de la temporada 2023-2024 de l'Espai Ter de Torroella de Montgrí (Baix Empordà). Posteriorment, el 29 d'agost de 2024, es va representar al Palau de Congressos de Tarragona (Tarragonès) en el marc del festival FITT Noves Dramatúrgies, i de l'1 al 6 d'octubre del mateix any al Teatre Romea de Barcelona (Barcelonès). El 19 d'octubre de 2024, es va representar al Teatre de Salt (Gironès) en ocasió del Temporada Alta - Festival de Tardor de Catalunya.

## Crítica
Ainhoa Domaica, portaveu del Partit Popular a l'Ajuntament de Vitòria, va acusar l'obra, present al cartell del Festival Internacional de Teatre celebrat a la ciutat, com un exemple d'«adoctrinament nacionalista» imposat a la «societat vitoriana» des del govern local de l'alcalde Gorka Urtaran i en va demanar la seva retirada de la programació per «menysprear la justícia i als mitjans de comunicació».
Al seu torn, Eskena, associació de productores escèniques al País Basc, va respondre en un comunicat «la seva més enèrgica repulsa per la pretensió de censurar la representació de l'obra Altsasu», tot expressant la voluntat de «defensar el que és obvi: la llibertat d'expressió en tota l'amplitud de les expressions humanes, com són l'art i el teatre en particular, i que constitueix un element essencial de la democràcia i un tret que defineix la civilització de la societat», així com es va esgrimir que no hi havia «cap raó que pugui justificar el dany econòmic i moral que aquest acte d'intolerància pretén causar al lliure exercici professional de la companyia». Finalment, també va assenyalar que la decisió d'aprofitar o rebutjar «aquesta oportunitat única que sorgeix en cada funció» només és competència de l'espectador «a qui no es pot negar el dret de ser-ho: no sobra l'obra teatral, sobren els censors».
L'obra va ser nominada a les categories de millor espectacle de teatre i millor autoria teatral dels Premis Max de 2023.